# 알렉산드르 자이체프 (화학자)

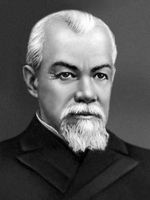
알렉산드르 미하일로비치 자이체프

알렉산드르 미하일로비치 자이체프(러시아어: Алекса́ндр Миха́йлович За́йцев), 1841년 7월 2일 – 1910년 9월 1일)는 러시아 제국의 화학자이다. 자이체프 법칙을 창시하였다.